# Douglas F3D Skyknight
Il Douglas F3D Skyknight (dall'inglese "Cavaliere del cielo"), era un caccia notturno imbarcato realizzato dalla Douglas Aircraft Company nella seconda metà degli anni quaranta; fu il primo velivolo di questa tipologia ad entrare in servizio su portaerei statunitensi. Venne impiegato in combattimento durante la guerra di Corea e, successivamente, come aereo ECM, prese parte alla guerra del Vietnam.
Venne utilizzato sia dai reparti della United States Navy che da quelli degli United States Marine Corps e, a seguito dell'unificazione del sistema di designazione avvenuta nel corso del 1962, venne ridenominato F-10 Skyknight. In alcuni casi, nelle fonti reperite, la sua denominazione viene riportata come Skynight.

## Storia del progetto
L'origine dello Skyknight risale agli ultimi mesi del 1945, quando la U.S. Navy, alla ricerca di un caccia "ognitempo" dotato di motori a reazione da impiegare dalle proprie portaerei, invitò diverse aziende aeronautiche a presentare i propri progetti in merito. La Douglas Aircraft Company affidò la realizzazione del disegno ad un team di progettisti guidato da Ed Heinemann ed il 3 aprile del 1946 ottenne l'emissione dell'ordine relativo alla realizzazione di tre prototipi designati XF3D-1, prevalendo sul progetto della Grumman (dal quale successivamente avrebbe avuto origine l'Grumman F9F Panther).
Il nuovo velivolo introduceva le innovazioni tecnologiche allora disponibili (in particolare il radar in funzione di ricerca dei bersagli) affiancandole ad una cellula dalle caratteristiche convenzionali, in particolar modo caratterizzata dall'ala dritta, che ne facevano una macchina destinata al contrasto dei bombardieri avversari più che al combattimento ravvicinato con gli altri caccia.
Il primo esemplare fu portato in volo per la prima volta il 23 marzo del 1948 e tutti i tre prototipi vennero consegnati per le prove entro l'autunno successivo; tuttavia già i primi test furono sufficienti a convincere l'U.S. Navy e l'U.S.M.C. a concludere un contratto per la produzione dei primi 28 esemplari di serie (F3D-1) che venne siglato l'11 maggio.
Nel frattempo anche l'USAF prese in considerazione la possibilità di adottare lo Skyknight visti i problemi che, all'epoca, stavano ritardando il progetto del Northrop F-89 Scorpion; l'interesse non ebbe tuttavia sbocchi positivi e l'USAF optò per la realizzazione del Lockheed F-94 Starfire come soluzione intermedia, in attesa che venissero risolte le difficoltà incontrate dallo Scorpion.
Il processo evolutivo dello Skyknight procedette senza sosta e già nel 1949 (secondo alcuni in agosto, secondo altri in ottobre), prima ancora che venisse portato in volo il primo F3D-1, venne siglato l'accordo per la realizzazione di una seconda versione (F3D-2) che avrebbe dovuto impiegare turbogetti più potenti rispetto ai Westinghouse J34 fino ad allora impiegati.
L'impiego del nuovo motore Westinghouse J46, dotato di postbruciatore, avrebbe dovuto consentire un considerevole incremento delle prestazioni del velivolo ma la sua realizzazione incontrò una serie di problemi che portarono all'utilizzo di una versione aggiornata del precedente J34.
Ancora a causa del mancato sviluppo del turbogetto J46 (definitivamente abbandonato in un secondo tempo, dopo essere stato impiegato sul Vought F7U Cutlass), portarono alla cancellazione dell'ultima versione prevista dello Skyknight, la F3D-3: questa avrebbe dovuto essere caratterizzata dalla presenza dell'ala a freccia ma non venne realizzata in quanto i calcoli teorici svolti, utilizzando i dati del motore J34, prefiguravano prestazioni non sufficienti a giustificare una nuova produzione in serie; pertanto un ordine relativo alla costruzione di 287 esemplari di questa serie venne cancellato nel febbraio del 1952 prima che la produzione potesse prendere il via.

## Tecnica

### Struttura
Lo Skyknight era un monoplano dalla struttura interamente metallica; la fusoliera aveva sezione circolare ed era caratterizzata dal voluminoso cono di prua, contenente le apparecchiature radar, dalla cabina di pilotaggio dalle dimensioni generose (che consentiva di alloggiare fianco a fianco il pilota e l'operatore dei sistemi radar) e dalle due vistose prese d'aria che, disposte una per lato nella parte inferiore sotto la cabina di pilotaggio, consentivano l'alimentazione dei due turbogetti sistemati nella parte esterna della fusoliera, al centro del velivolo. Nella sezione posteriore della carlinga erano presenti due freni aerodinamici.

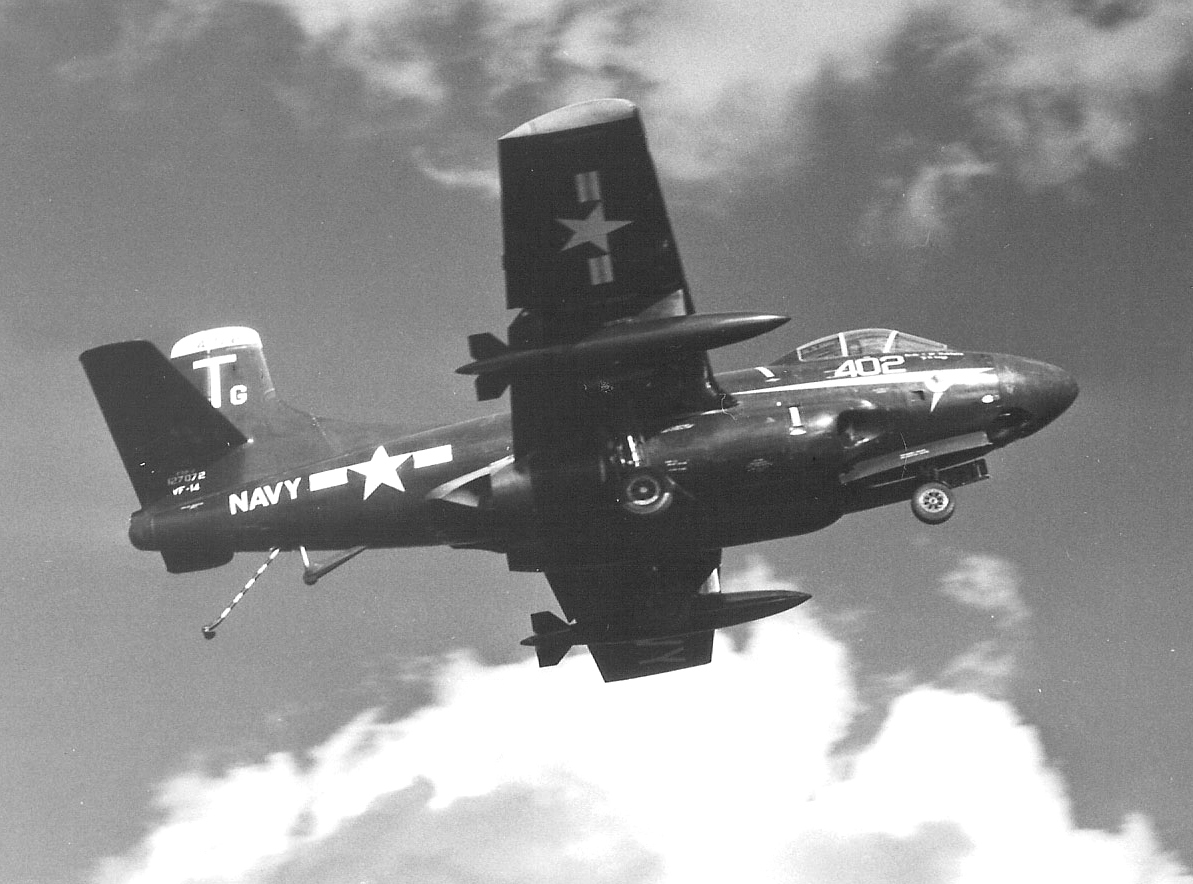
Un Douglas F3D-2 Skyknight del Fighter Squadron VF-14 in fase di appontaggio sulla portaerei, in una foto risalente al novembre del 1954.

Un'altra caratteristica peculiare dello Skyknight era il sistema di abbandono del velivolo in caso di emergenza: poiché la sistemazione degli abitacoli non consentiva l'impiego delle tecnologie esistenti in tema di sedili eiettabili, venne realizzato nella fusoliera (dietro ai sedili) un tunnel tramite il quale i due membri dell'equipaggio potevano scivolare all'esterno. L'apertura del tunnel avveniva con un comando manuale che faceva saltare un pannello nella fusoliera.
L'ala era collocata a metà della fusoliera ed era dritta (come nella maggior parte dei velivoli all'epoca impiegati dall'U.S. Navy); presentava una leggera rastrematura verso le estremità ed un leggero angolo diedro positivo ed era retraibile verso l'alto, al fine di agevolare lo stivaggio negli hangar delle portaerei. L'impennaggio era di tipo cruciforme.
Il carrello d'atterraggio era di tipo triciclo anteriore; l'elemento anteriore si ritraeva all'indietro in un vano nel muso del velivolo, mentre quelli posteriori rientravano di piatto nello spessore alare con movimento verso l'esterno. Tutti gli elementi del carrello erano dotati di singola ruota. Nella sezione di coda era presente il gancio d'arresto per le manovre d'appontaggio sulle portaerei e venne introdotto un ruotino ausiliario, alloggiato anteriormente al gancio, al fine di prevenire danni durante le manovre più brusche.

### Motore
Lo Skyknight fu equipaggiato, in tutte le versioni realizzate, con una coppia di turbogetti Westinghouse J34; le versioni impiegate subirono una costante opera di aggiornamento che consentì di aumentare la forza erogata dai 13,34 kN dei prototipi (XF3D-1) fino ai 15,12 kN finali (nella versione F3D-2).
La versione F3D-2, che con i 237 esemplari realizzati fu quella maggiormente prodotta, avrebbe dovuto impiegare due turbogetti Westinghouse J46, ma ritardi nello sviluppo del motore in questione portarono a confermare l'impiego dei J34. Il successivo abbandono del progetto del motore J46 determinò anche l'abbandono della terza versione dello Skyknight (la F3D-3) che, nelle intenzioni, avrebbe dovuto essere dotata di ala a freccia.

### Sistemi
Il Douglas F3D impiegava il sistema radar Westinghouse AN/APQ-35; si trattava di una combinazione di due diverse apparecchiature: un radar di ricerca AN/APS-21 (capace di intercettare velivoli della dimensione di un caccia a distanza di 20 miglia, circa 32 km) ed un radar di puntamento AN/APS-26 (dal raggio operativo di 2 miglia, pari a 3,2 km). Il sistema era gestito da un computer: il bersaglio acquisito dall'AN/APS-21 una volta raggiunta la distanza operativa veniva passato all'AN/APS-26 consentendo al primo di effettuare ulteriori scansioni alla ricerca di nuovi bersagli. Si trattava di uno dei primi sistemi TWS (track while scan) mai realizzati.
Nella versione F3D-2 fece la propria comparsa anche il sistema RWR (radar warning receiver) AN/APS-28 dotato di raggio operativo pari a 4 miglia (6,5 km) ed in grado di fornire distanza, altitudine e posizionamento del velivolo in avvicinamento in coda.
Sempre a partire dalla versione F3D-2 venne adottato il sistema di pilotaggio automatico General Electric G-3 mentre fonti dell'epoca indicano che lo Skyknight venne utilizzato per la messa a punto di un sistema di atterraggio automatico realizzato dalla Bell.

### Armamento
L'armamento standard dello Skyknight era costituito da quattro cannoni Hispano-Suiza M2 calibro 20 mm, ciascuno dotato di un caricatore con 200 proiettili.
Anche nel caso delle sperimentazioni relative all'armamento, l'F3D svolse funzioni di banco di prova: in questo caso fu uno dei principali velivoli destinati allo sviluppo del missile aria-aria Sparrow e complessivamente 28 esemplari delle due serie produttive vennero modificati per poter impiegare, in quattro piloni subalari, il missile in questione.

## Impiego operativo
Mentre i velivoli della versione F3D-1, immessi in servizio nel dicembre del 1950 (ma altre fonti indicano i primi mesi del 1951), vennero utilizzati per l'addestramento degli equipaggi, gli Skyknight della serie F3D-2 equipaggiarono numerosi reparti di volo sia dell'U.S. Navy che dei Marines e, a partire dalla primavera del 1952, vennero impiegati intensivamente nelle operazioni di guerra in Corea. 

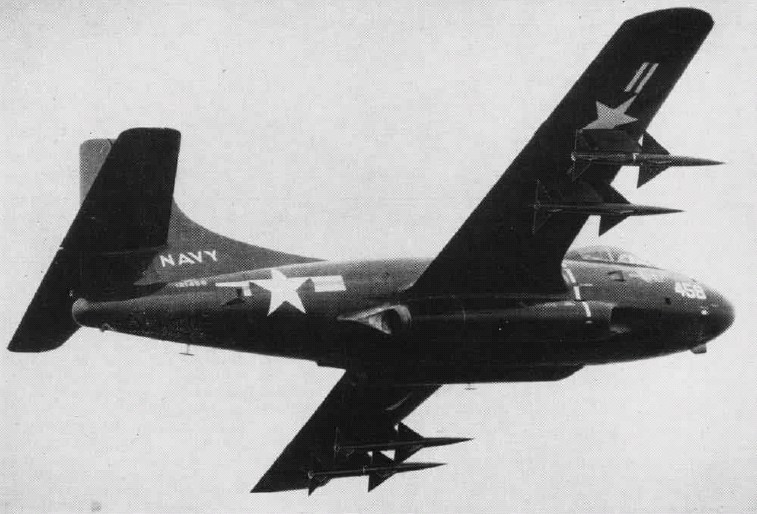
Il Douglas XF3D-1 Skyknight (BuNo 121458) utilizzato per lo sviluppo del missile aria-aria Sparrow nella prima metà degli anni cinquanta.

Utilizzati sia per missioni di intercettamento che di scorta notturna ai Boeing B-29 Superfortress gli Skyknight furono soprannominati "Willie the Whale" (Willie la Balena) a causa del loro aspetto poco elegante e, benché nati come aerei imbarcati, operarono prevalentemente da basi sulla terraferma. Solo sul finire delle ostilità si hanno notizie di impiego da bordo della portaerei USS Lake Champlain.
Uno Skyknight risultò vincitore del primo combattimento notturno registrato tra aviogetti: un F3D-2 dei Marines nella notte tra il 2 ed il 3 novembre del 1952 ebbe la meglio su un caccia nord-coreano; la maggior parte delle fonti indica che il velivolo abbattuto (o solo danneggiato e costretto a rientrare alla base) fosse uno Yak-15, ma secondo alcuni si sarebbe invece trattato di un MiG-15.
Sempre sul finire del 1952 gli Skyknight vennero impiegati anche in una serie di voli sperimentali, destinati alla messa a punto del missile aria-aria Sparrow; anche in questo caso il primo Sparrow ad abbattere un bersaglio (precisamente un drone ottenuto modificando un F6F Hellcat) venne lanciato, il 3 dicembre 1952, proprio da parte di un F3D.
Sebbene alcuni esemplari fossero stati ritirati dal servizio a partire dal 1965 gli Stati Uniti, trovandosi a corto di aerei da destinare ad operazioni ECM nel corso della guerra in Vietnam, fecero ricorso agli Skyknight appositamente modificati per questo ruolo (ridesignati, a partire dal 1962, EF-10B) che rimasero in servizio fino al 1970.

## Versioni

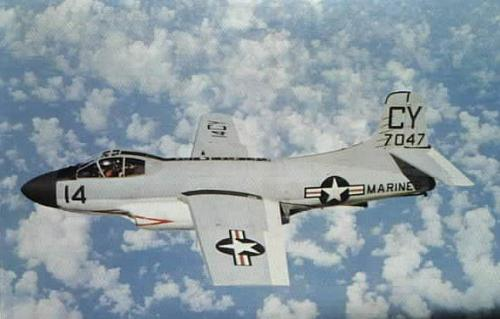
Uno Skyknight della versione EF-10B, destinato a missioni ECM.

- XF3D-1: designazione riguardante i tre prototipi, motorizzati con due Westinghouse J34-WE-22[3][5][6] da 3 000 lbf (pari a 13,34 kN) (altri[9] indicano J34-WE-24, indicando il medesimo valore di spinta);
- F3D-1: primo lotto di 28 esemplari di serie; equipaggiati con la completa dotazione di sistemi avionici necessari all'operatività, per altro in versioni più recenti rispetto a quelle installate sui prototipi[9], subirono un incremento del peso di circa 2 000 kg. Inizialmente equipaggiati con la versione WE-32 del turbogetto J34[6][9] (capace di una spinta inalterata rispetto alla precedente), almeno in parte[5][6][9] furono successivamente dotati di propulsori nella versione WE-34, la cui capacità di spinta era stata incrementata a 3 250 lbf (pari a 14,46 kN). In seguito alla modifica nel sistema di designazione dei velivoli statunitensi, intervenuta nel corso del 1962, gli esemplari superstiti vennero denominati F-10A.
  - F3D-1M: serie di dodici esemplari di F3D-1 dotati di piloni subalari ed impiegati nella sperimentazione dei missili aria-aria AIM-7 Sparrow. Dopo il 1962 vennero designati MF-10A.
- F3D-2: secondo lotto di serie, realizzato complessivamente in 237 esemplari. La principale differenza esteriore era costituita dalle maggiori dimensioni delle prese d'aria per i motori, destinate (nelle intenzioni) ad alimentare i Westinghouse J46. L'abbandono del progetto di questo turbogetto comportò il mantenimento dei motori J34, tuttavia aggiornati alla versione WE-36, in grado di sviluppare la spinta di 3 400 lbf (15,12 kN). Gli F3D-2 furono dotati di radar in coda (per la segnalazione di eventuali velivoli ostili), di sistema di pilota automatico, di un vetro blindato di minor spessore e di un sistema di condizionamento dell'aria di maggior efficacia. Dopo il 1962 ebbero la designazione di F-10B.
  - F3D-2B: la designazione risulta assegnata ad uno[9][12] o più[5] velivoli della versione F3D-2 dotati di armamento "speciale" che, tuttavia, non viene dettagliato da nessuna delle fonti reperite.
  - F3D-2M: serie di sedici esemplari di F3D-2 dotati di piloni subalari per l'utilizzo dei missili Sparrow; denominati MF-10B dopo il 1962.
  - F3D-2Q: modifiche introdotte, a partire dal 1955[12], su un totale di 35[9][12] velivoli (appartenenti all'USMC[5]) nei quali l'apparato radar è stato sostituito con apparecchiature per le contromisure elettroniche (ECM) e l'intercettazione delle comunicazioni (ELINT). Non è chiaro[5] se questi velivoli siano stati o meno privati dei cannoni sotto il muso. La designazione assegnata a questi velivoli dopo il 1962 divenne EF-10B.
  - F3D-2T: lotto di cinque esemplari trasformati in velivoli da addestramento alla caccia notturna.
  - F3D-2T2: anche in questo caso si tratta di velivoli trasformati in addestratori: complessivamente furono 55 gli F3D-2 che, in questo caso, furono modificati per consentire l'addestramento all'impiego del radar e delle apparecchiature destinate alla guerra elettronica; dopo il 1962 vennero identificati con la sigla TF-10B.
- F3D-3: designazione prevista per una versione con ala a freccia. Destinata ad impiegare il turbogetto J46, fu abbandonata all'atto della cancellazione del programma relativo al motore in questione poiché il motore J34 non forniva spinta sufficiente a garantire un miglioramento delle prestazioni rispetto alla versione F3D-2[9]. L'ordine per 287 esemplari[17] venne cancellato nel corso del 1952[9].

## Utilizzatori
Stati Uniti
- United States Marine Corps
- United States Navy

### Periodici
- (EN) Skyknight, in Flight, Sutton, Surrey (UK), Reed Business Information Ltd, 20 gennaio 1949,  p. 67. URL consultato il 30 ottobre 2012.
- (EN) Guided Missles 1956 - Sparrow, in Flight, Sutton, Surrey (UK), Reed Business Information Ltd, 7 dicembre 1956,  p. 899. URL consultato il 30 ottobre 2012.
- (EN) Here and There - Down the hatch, in Flight, Sutton, Surrey (UK), Reed Business Information Ltd, 22 dicembre 1949,  p. 785. URL consultato il 30 ottobre 2012.
- (EN) In brief, in Flight, Sutton, Surrey (UK), Reed Business Information Ltd, 30 agosto 1957,  p. 785. URL consultato il 30 ottobre 2012.